# Julián Priego
Julián Priego (Ciudad de Guatemala, Guatemala, 23 de septiembre de 1987) es un futbolista guatemalteco. Juega de Mediocampista y su actual equipo es el Antigua GFC de la Liga Nacional de Guatemala.

## Clubes
| Club                  | País      | Año           |
| --------------------- | --------- | ------------- |
| C.S.D. Municipal      | Guatemala | 2007 - 2009   |
| Universidad SC        | Guatemala | 2009 - 2010   |
| C.S.D. Municipal      | Guatemala | 2010 - 2012   |
| Universidad SC        | Guatemala | 2012 - 2016   |
| Deportivo Petapa      | Guatemala | 2016-2018     |
| Xelajú MC             | Guatemala | 2018-2019     |
| Club Deportivo Iztapa | Guatemala | 2019-2022     |
| Antigua GFC           | Guatemala | 2023-presente |